# Trần Khiêu
Trần Khiêu (sinh 1954) là một chính khách Việt Nam. Chức vụ cao nhất trong chính quyền của ông là Phó bí thư Tỉnh ủy, Chủ tịch Ủy ban nhân dân tỉnh Trà Vinh.

## Thân thế và sự nghiệp
Ông Trần Khiêu sinh ngày 10 tháng 5 năm 1954, quê quán tại xã An Trường, huyện Càng Long, tỉnh Trà Vinh, thuộc dân tộc Kinh.
Ông bắt đầu hoạt động cho Mặt trận Dân tộc Giải phóng miền Nam Việt Nam từ năm 1970. Đến năm 1973, ông là y tá công tác tại Ban Dân y tỉnh Trà Vinh.
Ngày 3 tháng 7 năm 1973, ông là cán bộ trung đội Tiểu đoàn 501, tỉnh Trà Vinh. Ông được kết nạp vào Đảng Lao động Việt Nam ngày 9 tháng 10 năm 1973, chính thức ngày 9 tháng 10 năm 1974.
Ngày 11 tháng 2 năm 1976, ông xuất ngũ và trở thành Học viên trường Bổ túc văn hóa tỉnh Cửu Long; Đảng ủy viên Đảng ủy trường Bổ túc văn hóa.
Từ ngày 5 tháng 4 năm 1980 đến 12 tháng 11 năm 1989, ông được phân công công tác tại Tỉnh đoàn Cửu Long, lần lượt giữ các chức vụ Ủy viên Ban Chấp hành, Ủy viên Thường vụ, Phó Bí thư Tỉnh đoàn. Cũng trong thời gian này, ông hoàn thành chương trình Đại học và có bằng Cử nhân Quản trị kinh doanh.
Từ 13 tháng 11 năm 1989, ông chuyển sang công tác chính quyền, được phân công làm Thư ký Thường trực Hội đồng nhân dân tỉnh Cửu Long. Năm 1991, tỉnh Cửu Long tách thành 2 tỉnh Vĩnh Long và Trà Vinh, ông được chuyển sang công tác tại tỉnh Trà Vinh.
Ngày 16 tháng 10 năm 1994, ông được bổ nhiệm làm Phó Ban Tổ chức chính quyền tỉnh Trà Vinh, đến ngày 20 tháng 3 năm 1996, được bổ nhiệm làm Chánh Thanh tra tỉnh Trà Vinh.
Ngày 21 tháng 8 năm 2003, ông được phân công làm Bí thư Huyện ủy huyện Càng Long (tỉnh Trà Vinh). Ngày 13 tháng 5 năm 2004, được bầu làm Ủy viên Thường vụ Tỉnh ủy, sau đó được phân công giữ chức Phó Chủ tịch Ủy ban nhân dân tỉnh Trà Vinh. Ngày 6 tháng 10 năm 2010, ông được bầu làm Phó Bí thư Tỉnh ủy Trà Vinh.
Ngày 21 tháng 6 năm 2011, ông được bầu làm Chủ tịch Ủy ban nhân dân tỉnh Trà Vinh. Đến ngày 20 tháng 7 năm 2011, Thủ tướng Chính phủ chính thức phê chuẩn kết quả bầu cử này.

## Trên báo chí
Ông Trần Khiêu được cho là có liên hệ thân thiết đến bà Trần Hồng Ly, một thuộc cấp cũ của ông, người bị tố cáo là gây nhiều vụ tai tiếng lộng hành. Tuy thừa nhận có liên hệ thân thiết, nhưng ông Khiêu phủ nhận hành vi tai tiếng của bà Ly, thậm chí bênh vực.
Tuy nhiên, không lâu sau sự việc này, ông Khiêu đã nộp đơn xin nghỉ hưu vì lý do sức khỏe.

## Khen thưởng
- Huân chương Kháng chiến chống Mỹ cứu nước hạng II
- Huân chương Lao động hạng III